# Поза лягавого собаки
Поза лягавого собаки (англ. lying dog pose, також Поза зведеного курка англ. "cocked trigger" pose, також Менінгеальна поза) — один із менігеальних симптомів. При цьому хворий, переважно дитячого віку, лежить на боці із відкинутою назад головою і приведеними (підтягнутими) до живота колінами. Найчастіше при цьому у хворого свідомість вже відсутня. Формується при тяжкому перебігу менігеального синдрому, найчастіше це відбувається при менінгіті. Нагадує характерну позу лягавих собак під час полювання.

## Клінічне значення
Така поза є несвідомою м'язовою реакцією задля зменшення перерозтягування корінців спинальних нервів.